# Pecado original antigénico
El pecado original antigénico o efecto Hoskins se refiere a la tendencia del sistema inmunitario del cuerpo a utilizar preferentemente la memoria inmunitaria basada en una infección anterior cuando se encuentra una segunda versión ligeramente diferente de esta entidad exterior (p. ej. un virus o bacteria). Esto deja al sistema inmunitario «atrapado» por la primera respuesta que ha dado a cada antígeno, e incapaz de montar potencialmente respuestas más eficaces durante las posteriores infecciones. El fenómeno del pecado original antigénico ha sido descrito en relación con el virus de la gripe, la fiebre del dengue, virus de la inmunodeficiencia humana (HIV) y otros virus.
Fue descrito por primera vez en 1960 por Thomas Francis, Jr. en el artículo On the Doctrine of Original Antigenic Sin, donde fue llamado así por analogía al concepto teológico del pecado original.

## En linfocitos B

Un linfocito B de memoria de alta afinidad, específico para el virus A, es activado preferentemente por una nueva cepa, el virus A^{1}, para producir anticuerpos que infructuosamente se unirán a la cepa A^{1}. La presencia de estos anticuerpos inhibe la activación de linfocitos B vírgenes que producen anticuerpos más eficaces contra el virus A^{1}. Este efecto lleva a una respuesta inmune disminuida contra el virus A^{1}, y aumenta la probabilidad de una infección grave.

Durante una infección primaria, se generan linfocitos B de memoria de larga vida, que permanecen en el cuerpo, y proporcionan protección para las posteriores infecciones. Estos linfocitos B de memoria responden a epítopos específicos en la superficie de las proteínas virales a fin de producir anticuerpos específicos para los antígenos, y son capaces de responder a la infección mucho más rápido que los linfocitos B capaces de responder a antígenos noveles. Este efecto acorta la cantidad de tiempo requerida para pasar las posteriores infecciones.
Entre las infecciones primarias y secundarias, o después de una vacunación, un virus puede experimentar una deriva antigénica, donde las proteínas superficiales virales (los epítopos) son alteradas a través de la mutación natural, permitiendo al virus escapar del sistema inmunitario. Cuando esto pasa, el virus alterado preferentemente reactiva los linfocitos B de memoria de alta afinidad anteriormente activadas y acucian la producción de anticuerpos. Sin embargo, los anticuerpos producidos por estos linfocitos B generalmente se unen infructuosamente a los epítopos alterados. Además, estos anticuerpos inhiben la activación de linfocitos B vírgenes de baja afinidad que serán capaces de crear anticuerpos más eficaces con el segundo virus. Esto conduce a una respuesta inmune menos eficaz y a que las infecciones constantes puedan necesitar más tiempo para superarse.
El pecado original antigénico es de particular importancia en la aplicación de vacunas. La especificidad y la calidad de la respuesta inmune es a menudo reducida en individuos que son inmunizados repetidamente (por vacunación o infecciones constantes). No obstante, el impacto del pecado antigénico en la protección aún no ha sido bien establecido y parece que difiere para cada vacuna de agente infeccioso, la ubicación geográfica y la edad.

## En linfocitos T citotóxicos
Un fenómeno similar ha sido descrito en los linfocitos T citotóxicos (CTL). Varios grupos han intentado diseñar vacunas para el VIH y la hepatitis C basada en la inducción de respuestas citotóxicas (CTL). El hallazgo reciente de que los CTL pueden estar predispuestos por el pecado original antigénico, puede ayudar a explicar la limitada efectividad de estas vacunas. Los virus como el VIH son altamente variables y sufren mutaciones frecuentemente, y de esta manera, debido al pecado original antigénico, la infección de VIH inducida por virus que expresan epítopos ligeramente diferentes (que aquellos en una vacuna viral) fallarán en ser dominados por la vacuna. De hecho, la vacuna incluso puede empeorar la infección, «engañando» la respuesta inmune en la primera e ineficaz respuesta que hizo contra el virus.